# فويتشيك أورلووسكي
فويتشيك أورلووسكي (مواليد 14 أكتوبر 1981) هو مُقاتل فنون قتالية مختلطة بولندي.

## وصلات خارجية
- فويتشيك أورلووسكي على موقع شيردوغ (الإنجليزية)